# Ernst Rudolf Neubauer

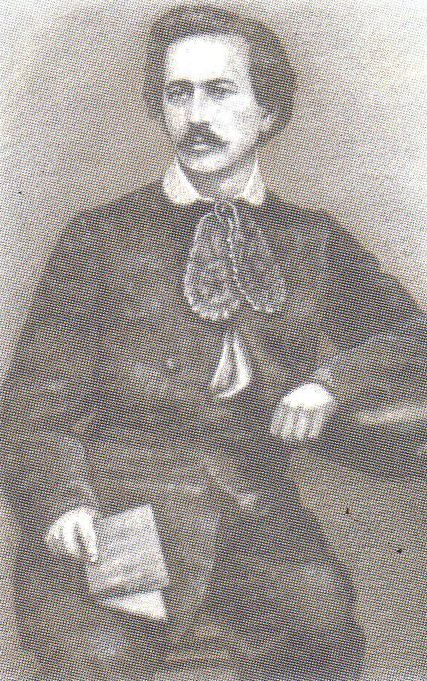
Ernst Rudolf Neubauer

Ernst Rudolf Neubauer (* 17. April 1828 in Iglau, Mähren; †  4. Mai 1890 in Radautz, Bukowina) war ein österreichischer Dichter.

## Leben
Ernst Rudolf Neubauer besuchte das Gymnasium in Iglau und studierte Rechtswissenschaft an der Prager Karl-Ferdinands-Universität und Philosophie an der Universität Wien. Dort wurde er von der Revolution von 1848/1849 im Kaisertum Österreich ergriffen. Er gab die radikale Zeitung Der freie Wiener heraus. Als Mitglied der Akademischen Legion wurde er im März 1848 bei Straßenkämpfen verwundet. Während der Belagerung Wiens diente er als Korpsadjutant des Kommandanten Wenzel Messenhauser, der später, als das Regierungsheer Wien eroberte, erschossen wurde. Neubauer entging diesem Schicksal um Haaresbreite. Die Erlebnisse schilderte er später in seinem Gedichtzyklus Der Legionär.
Nach der Revolution wandte er sich dem Lehrfach zu. 1850 wurde er an die äußerste Peripherie der Donaumonarchie geschickt, in die „pädagogische Strafkolonie“ Bukowina. Als Gymnasiallehrer am k.k. I. Staatsgymnasium Czernowitz entfaltete er eine rege pädagogische Tätigkeit, indem er über 25 Jahre Literatur und Geschichte unterrichtete. Er förderte literarisch begabte Schüler wie Karl Emil Franzos und Mihai Eminescu.
Nebenbei widmete sich Neubauer dem Journalismus. 1862 gründete er eine eigene Druckerei und verlegte das erste deutschsprachige Blatt, die Landes- und Amtszeitung Bukowina, die er bis 1869 redigierte. Ihre Beilage Sonntagsblatt der Bukowina wurde zum literarischen Forum junger Bukowiner Autoren. Zu Neubauers Mitarbeitern gehörten Ludwig Adolf Staufe-Simiginowicz, Moritz Amster und Jurij Fedkowytsch. Mit Geld auf keinem guten Fuße, musste Neubauer nach sieben Jahren die Druckerei und sein Haus verkaufen, um die Schulden begleichen zu können.
1872 wurde er als Direktor des Gymnasiums in Radautz berufen. Als Schulrat (Titel) geehrt, trat er 1884 in den Ruhestand. Er widmete sich ganz seiner dichterischen Tätigkeit. Nach seinem Tod wurde er auf dem städtischen Friedhof von Radautz beerdigt. Die Gemeinde stellte einen Ehrengrabstein auf.

## Werk
- Schilf und Weide. Gedichte. Stöckholzer von Hirschfeld, Wien 1847. (Digitalisat)
- Österreichisch-patriotische Lieder. Gedruckt bei den Mechitaristen, Wien 1849. (Digitalisat)
- Festgedicht zur Begrüßung „Seiner Kaiserlichen  Majestät Franz Josephs I.“[2]
- Die vier Himmelsgegenden der Ehe. Gedichte an Amalie. Wien 1855[3] (Digitalisat)
- Lieder aus der Bukowina. Manz, Wien 1855. (Digitalisat)
- Erzählungen aus der Bukowina. Czernowitz 1868. (Digitalisat Ausg. 1869)
- Roxolan und Carpa[4]
- Nogaia oder Die Steppenschlacht. Kiemer, Radautz 1876[5]
- Text zum Bildband Die illustrierte Bukowina von Franz Xavier Knapp
- Versuch einer Darstellung nach Quellen für die Beziehungen zwischen Polen und Oesterreich zur Zeit Kaiser Maximilians II und seines Sohnes Maximilian des Deutschmeisters. Eckhardt, Czernowitz 1870.
- Ueber die Theilnahme normännischer Fürsten am ersten Kreuzzuge und die von manchen Historikern angeführten „Folgen“ dieser Theilnahme für die normännischen Staaten. Eckhardt, Czernowitz 1872. (Digitalisat)
- Grundzüge zur Geschichte vom Seretland. Verlag des Verfassers, Radautz 1874.
- Nogaia oder die Noggenschlucht. Ein Gedenklied und Sowatland. Riemann, Radautz 1875.
- Das Gudrunlied und Tristan. Zwei Beiträge zur Geschichte mittelhochdeutscher Poesie. Eckhardt, Czernowitz 1876.
- Anakreon von Teos. Eckhardt, Radautz 1876.
- Fürst Konstantin Brancovan, 1877
- Die Ideonen. Ein Gedicht in 50 Liedern. Richter, Hamburg 1882.[6]
- Der Handel um die Seele. Czernowitz 1886. (Digitalisat)

„Das grandiose dichterische Werk Die Ideonen wurde leider bis heute literaturwissenschaftlich kaum erschlossen. Auch Neubauers dramatische Werke, die seinerzeit in Czernowitz aufgeführt wurden, sind heute vergessen: Das Mädchen von Kaliczanka (1865), Der Handel um die Seele und andere.“

Neubauer war auch ein hervorragender Stegreifdichter, der bei seinen Improvisationen die schwierigsten Formen verwendete, zum Beispiel antike Strophen, Stanzen, Sonette und Terzinen. In vielen Städten des deutschen Sprachraums (Dresden, Wien, Leipzig) trat er mit großem Erfolg auf.